# Neocrangon joloensis
Neocrangon joloensis är en kräftdjursart som först beskrevs av Deman 1929.  Neocrangon joloensis ingår i släktet Neocrangon och familjen Crangonidae. Inga underarter finns listade i Catalogue of Life.